# Pegoscapus herrei
Pegoscapus herrei is een vliesvleugelig insect uit de familie vijgenwespen (Agaonidae). De wetenschappelijke naam is voor het eerst geldig gepubliceerd in 1995 door Wiebes.